# Mitgo
Mitgo (do 2023 pod nazwą Admitad) – niemiecka firma IT oferującą produkty i usługi w sektorach martech, fintech, edtech, e-commerce i inkubacji startupów. Firma działa w 10 krajach: Niemczech, Polsce, Ukrainie, Białorusi, Gruzji, Holandii, USA, Brazylii, Meksyku i Zjednoczonych Emiratach Arabskich. Główna siedziba mieści się w Neckarsulm w Niemczech. Zatrudnia 700 osób.
W 2022 roku Mitgo (jeszcze pod nazwą Admitad) wygenerowało 130 milionów zamówień dla 35 tysięcy marek.

## Historia
Admitad założył w 2009 roku Alexander Bachmann w Heilbronn, w Niemczech, chcąc wykorzystać swoje doświadczenie jako wydawcy afiliacyjnego do utworzenia własnej sieci afilacyjnej. Przedsiębiorstwo w kolejnych latach inwestowało w rozbudowę portfolio produktów i usług, w ten sposób w 2016 roku pozyskało m.in. serwis cashback Letyshops, w 2018 Adgoal, a 2021 do oferty została włączona firma Tapfiliate. W 2018 roku uruchomiony został firmowy inkubator startupów Admitad Projects. Na początku 2023 roku firma przeszła rebranding, zmieniając nazwę na Mitgo (marka Admitad będzie dalej oznaczać jedynie sieć afiliacyjną).
W 2022 r. firma otworzyła biuro w Polsce, gdzie rolę Country Managera pełni Mateusz Łukianiuk.

## Produkty
Wśród produktów i usług oferowanych przez Mitgo znajdują się m.in.:
- Admitad – sieć marketingu partnerskiego
- Takeads – platforma reklamy natywnej
- Tapfiliate – narzędzie do tworzenia własnych programów partnerskich
- Fairsavings – narzędzie do publikacji kuponów i kodów rabatowych
- ConvertSocial – narzędzie do monetyzacji profili w mediach społecznościowych[8]

W ramach spółki istnieje też inkubator startupów PMF.tech z Maxem Volokhovem na stanowisku CEO.

### Admitad
Admitad to sieć afiliacyjna, która umożliwia firmom współpracę z wydawcami treści online w celu zwiększenia sprzedaży i pozyskania nowych klientów.
Obecnie w sieci działa ponad 30  reklamodawców prowadzących programy afiliacyjne, a także ponad 100 tysięcy wydawców promujących ich produkty i usługi. Wśród klientów firmy znajdują się takie marki jak Allegro, Amazon, Samsung, Booking.com, Nike, Santander, Revolut, Uber Eats, czy Adobe. Platforma oferuje różne modele wynagrodzeń, w tym prowizję od sprzedaży, wynagrodzenie za kliknięcia oraz stałe opłaty za promowanie produktów.
Głównymi źródłami pozyskiwania ruchu i sprzedaży w Admitad są reklamy kontekstowe, bannery, sieci społecznościowe, e-mail marketing, retargeting, kody promocyjne i kupony rabatowe, usługi cashback i programy lojalnościowe, porównywarki cen, dropshipping.
Admitad oferuje również usługi technologiczne, które pomagają w automatyzacji procesów związanych z marketingiem partnerskim, takie jak monitorowanie transakcji, raportowanie i optymalizacja kampanii.